# أحمد صلاح رفقي
الدكتور مهندس أحمد صلاح رفقي، هو أول مصري يصمم نظام اجتماعي ذكي ويؤسس علم هندسة النظم الإجتماعية، ليحصل علي الدكتوراه والدكتوراه الفخرية من الولايات المتحدة الأمريكية. ويسبقها ماجستير هندسة الميكاترونيات من المدرسة العليا لمهندسين ليموج وإدارة الأعمال من جامعة ليموج بفرنسا.
تقلد الدكتور أحمد صلاح رفقي مناصب قيادية، إدارية وبحثية كثيرة، منها منصب المدير الإقليمي لابحاث التسويق في مصر وشمال أفريقيا بشركة جنرال موتورز العالمية. ويشغل حالياً:
- رئيس مجلس إدارة شركة العلا.
- استشاري وزارة الاستثمار والتعاون الدولي، ومشروع مجموعة البنك الدولي لتطوير مركز خدمات المستثمرين ومنظومة الشباك الواحد للهيئة العامة للاستثمار والمناطق الحرة.[6]
- شريك ومدير إدارة الاستراتيجية الاجتماعية لشركة ازاد للإنتاج الفني والسينمائي.
- كاتب كتاب فن الممكن.[7][8][9]

وذلك بجانب عمله الأكاديمي بكلية الهندسة بجامعة 6 أكتوبر.
كما قام الدكتور أحمد صلاح رفقي بالعديد من المشاريع الاجتماعية لمحاربة الفقر والمرض والجهل، حيث يشارك بالوقت والمجهود وبماله الخاص في مشاريع تنمية القري المصرية الأكثر فقرا، توصيل المياه النقية والصرف الصحي للمنازل المحرومة، فصول محو الأمية، تقديم الخدمات المهنية للمرأة المعيلة وذو الاحتياجات الخاصة، بجانب الخدمات التقليدية من توزيع البطاطين، شنط رمضان واعداد القوافل الطبية للمناطق النائية. ولان معظم المشاريع الخيرية التقليدية مجرد مسكنات مؤقتة، جأته فكرة علم هندسة النظم الاجتماعية لحل المشاكل الاجتماعية من جذورها باستخدام أفضل الطرق العلمية واحدث الأساليب الهندسية.

## الشهادات والجوائز
- الدكتوراه الفخرية ومنحة دراسة الدكتوراه من الولايات المتحدة الأمريكية.
- كأس إدارة الأعمال والجوائز المحلية لمشاريع الشباب، وخدمة المجتمع ومحو الامية والعلاقات العامة.
- عضوية الجمعية الأمريكية لمهندسين الروبوت والتحكم الآلي.
- عضوية النقابة الفرنسية للمهندسين.
- منحة دراسية كاملة للماجستير من بلدية مدينة ليموچ والمدرسة العليا القومية لمهندسي ليموچ، فرنسا.
- عضوية النقابة المصرية للمهندسين والجمعية المصرية للمهندسين الميكانيكيين.
- منح دراسية كاملة للبكالوريوس وشهادة تفوق بامتياز من جامعة 6 أكتوبر.
- شهادة التقدير من مدرسة دي لاسال (الفرير) بالظاهر.